# C. J. Sapong
CJ Sapong, né le 27 décembre 1988 à Manassas (Virginie), est un joueur international américain de soccer jouant au poste d'attaquant au Toronto FC en MLS.

## Biographie

### Parcours universitaire
Sapong joue au soccer lors de son passage à l'Université James Madison où il termine ses quatre saisons avec 37 buts et 21 passes décisives en 71 rencontres, entre 2007 et 2010. Il est finalement nommé dans l'équipe-type de la conférence et remporte le titre du MVP offensif de l'équipe à l'issue de ses quatre saisons chez les Dukes.
En Premier Development League, la quatrième division américaine, il fait huit apparitions en 2009 avec les Fredericksburg Gunners puis inscrit quatre buts en onze rencontres avec Reading United lors de la saison 2010 de PDL.

### Professionnalisme
Le 14 janvier 2011, Sapong est drafté en 10e position lors du MLS SuperDraft de 2011 par le Sporting Kansas City et signe avec la franchise américaine le 1er mars 2011 . Il fait ses débuts professionnels le 19 mars 2011 à l'occasion de la rencontre inaugurale de la saison 2011 de MLS de son équipe contre Chivas USA et inscrit son premier but après seulement deux minutes de jeu, aidant son équipe à l'emporter 3-2.
Le 8 novembre 2011, il est nommé MLS Rookie of the Year Award pour l'année 2011, dépassant Perry Kitchen et Michael Farfan.
CJ Sapong est prêté pour le mois de juillet en USL Pro, dans l'équipe d'Orlando City, club associé au Sporting. Le 18 juillet, après seulement une semaine de prêt, il est rappelé par le Sporting et quitte donc Orlando avec un but et effectue une passe décisive en trois rencontres, là où il devait se remettre en forme.
Le 8 décembre 2014, Sapong est transféré à l'Union de Philadelphie contre le 10e choix lors de la MLS SuperDraft 2015.
Le 23 février 2019, Sapong est transféré au Fire de Chicago en retour d'une allocation monétaire de 540.000$.
C.J. Sapong est transféré au Toronto FC en échange de 200 000 dollars en allocation monétaire et Lukas MacNaughton le 24 avril 2023.

### Sélection nationale
Le 21 janvier 2012, Sapong fait ses débuts en tant que remplaçant lors de la victoire 1-0 contre le Venezuela dans un match amical.

## Statistiques
| Saison                | Club                    | Championnat           | Championnat | Championnat | Coupe(s) nationale(s) | Coupe(s) nationale(s) | Compétition(s) continentale(s) | Compétition(s) continentale(s) | Compétition(s) continentale(s) | Séries | Séries | États-Unis | États-Unis | Total | Total |
| Saison                | Club                    | Division              | M.          | B.          | M.                    | B.                    | Comp.                          | M.                             | B.                             | M.     | B.     | M.         | B.         | M.    | B.    |
| 2009                  | Fredericksburg Gunners  | PDL                   | 8           | 0           | -                     | -                     | -                              | -                              | -                              | -      | -      | -          | -          | 8     | 0     |
| 2010                  | Reading United AC       | PDL                   | 11          | 4           | 1                     | 0                     | -                              | -                              | -                              | 3      | 1      | -          | -          | 15    | 5     |
| 2011                  | Sporting de Kansas City | MLS                   | 34          | 5           | 3                     | 3                     | -                              | -                              | -                              | 3      | 1      | -          | -          | 40    | 9     |
| 2012                  | Sporting de Kansas City | MLS                   | 31          | 9           | 5                     | 1                     | -                              | -                              | -                              | 2      | 0      | 2          | 0          | 40    | 10    |
| 2013                  | Sporting de Kansas City | MLS                   | 25          | 4           | 2                     | 0                     | LCC                            | 4                              | 0                              | 5      | 1      | -          | -          | 36    | 5     |
| 2014                  | Sporting de Kansas City | MLS                   | 20          | 2           | 3                     | 0                     | LCC                            | 5                              | 0                              | -      | -      | -          | -          | 28    | 2     |
| Sous-total            | Sous-total              | Sous-total            | 110         | 20          | 13                    | 4                     | -                              | 9                              | 0                              | 10     | 2      | 2          | 0          | 144   | 26    |
| 2013                  | Orlando City SC (prêt)  | USL Pro               | 5           | 1           | -                     | -                     | -                              | -                              | -                              | -      | -      | -          | -          | 5     | 1     |
| 2015                  | Union de Philadelphie   | MLS                   | 27          | 9           | 4                     | 0                     | -                              | -                              | -                              | -      | -      | -          | -          | 31    | 9     |
| 2016                  | Union de Philadelphie   | MLS                   | 31          | 7           | 1                     | 0                     | -                              | -                              | -                              | 1      | 0      | -          | -          | 33    | 7     |
| 2017                  | Union de Philadelphie   | MLS                   | 33          | 16          | 2                     | 1                     | -                              | -                              | -                              | -      | -      | 1          | 0          | 36    | 17    |
| 2018                  | Union de Philadelphie   | MLS                   | 32          | 4           | 3                     | 1                     | -                              | -                              | -                              | 1      | 0      | 1          | 0          | 37    | 5     |
| Sous-total            | Sous-total              | Sous-total            | 123         | 36          | 10                    | 2                     | -                              | 0                              | 0                              | 2      | 0      | 2          | 0          | 137   | 38    |
| 2019                  | Fire de Chicago         | MLS                   | 32          | 13          | 1                     | 0                     | LCup                           | 1                              | 0                              | -      | -      | -          | -          | 34    | 13    |
| 2020                  | Fire de Chicago         | MLS                   | 11          | 2           | -                     | -                     | -                              | -                              | -                              | -      | -      | -          | -          | 11    | 2     |
| Sous-total            | Sous-total              | Sous-total            | 43          | 15          | 1                     | 0                     | -                              | 1                              | 0                              | 0      | 0      | 0          | 0          | 45    | 15    |
| 2021                  | Nashville SC            | MLS                   | 33          | 12          | -                     | -                     | -                              | -                              | -                              | 2      | 0      | -          | -          | 35    | 12    |
| 2022                  | Nashville SC            | MLS                   | 33          | 5           | 3                     | 1                     | -                              | -                              | -                              | 1      | 0      | -          | -          | 37    | 6     |
| 2023                  | Nashville SC            | MLS                   | 8           | 0           | 0                     | 0                     | -                              | -                              | -                              | -      | -      | -          | -          | 8     | 0     |
| Sous-total            | Sous-total              | Sous-total            | 74          | 17          | 3                     | 1                     | -                              | 0                              | 0                              | 3      | 0      | 0          | 0          | 80    | 18    |
| 2023                  | Toronto FC              | MLS                   | 0           | 0           | 0                     | 0                     | LCup                           | 0                              | 0                              | -      | -      | -          | -          | 0     | 0     |
| Total sur la carrière | Total sur la carrière   | Total sur la carrière | 374         | 93          | 28                    | 7                     | -                              | 10                             | 0                              | 18     | 3      | 4          | 0          | 434   | 103   |

## Palmarès

### En club
Sporting de Kansas City
- Vainqueur de la Coupe des États-Unis en 2012
- Vainqueur de la Conférence Est en 2013
- Vainqueur de la Coupe MLS en 2013

 Union de Philadelphie
- Finaliste de la Coupe des États-Unis en 2015 et 2018

### Individuel
- Vainqueur du Trophée de la recrue de l'année de la MLS en 2011